# Peraceae
Die Peraceae sind eine Familie in der Ordnung der Malpighienartigen (Malpighiales) innerhalb der Bedecktsamigen Pflanzen (Magnoliopsida).
Diese Familie hat eine pantropische Verbreitung.

## Beschreibung
Alle Arten sind immergrüne, verholzende Pflanzen: Bäume oder Sträucher. Die meist wechselständig, oder selten gegenständig, angeordneten Laubblätter sind einfach und kurz gestielt. Die Blattränder sind glatt. Nebenblätter sind vorhanden oder fehlen.
Sie sind einhäusig getrenntgeschlechtig (monözisch) oder zweihäusig getrenntgeschlechtig (diözisch). Drei bis vier Blüten stehen in kopfigen Blütenständen zusammen; entweder nur Blüten eines Geschlechtes oder gemischt. Die radiärsymmetrischen Blüten sind eingeschlechtig. Es sind nur vier bis sechs Blütenhüllblätter vorhanden, in männlichen Blüten können sie auch fehlen. Die männlichen Blüten enthalten einen Kreis mit zwei bis fünf (bis acht) fertilen Staubblättern. In den weiblichen Blüten sind drei Fruchtblätter zu einem synkarpen, oberständigen Fruchtknoten verwachsenen, mit einem Griffeln mit ein oder drei Narben. Es werden Kapselfrüchte gebildet.

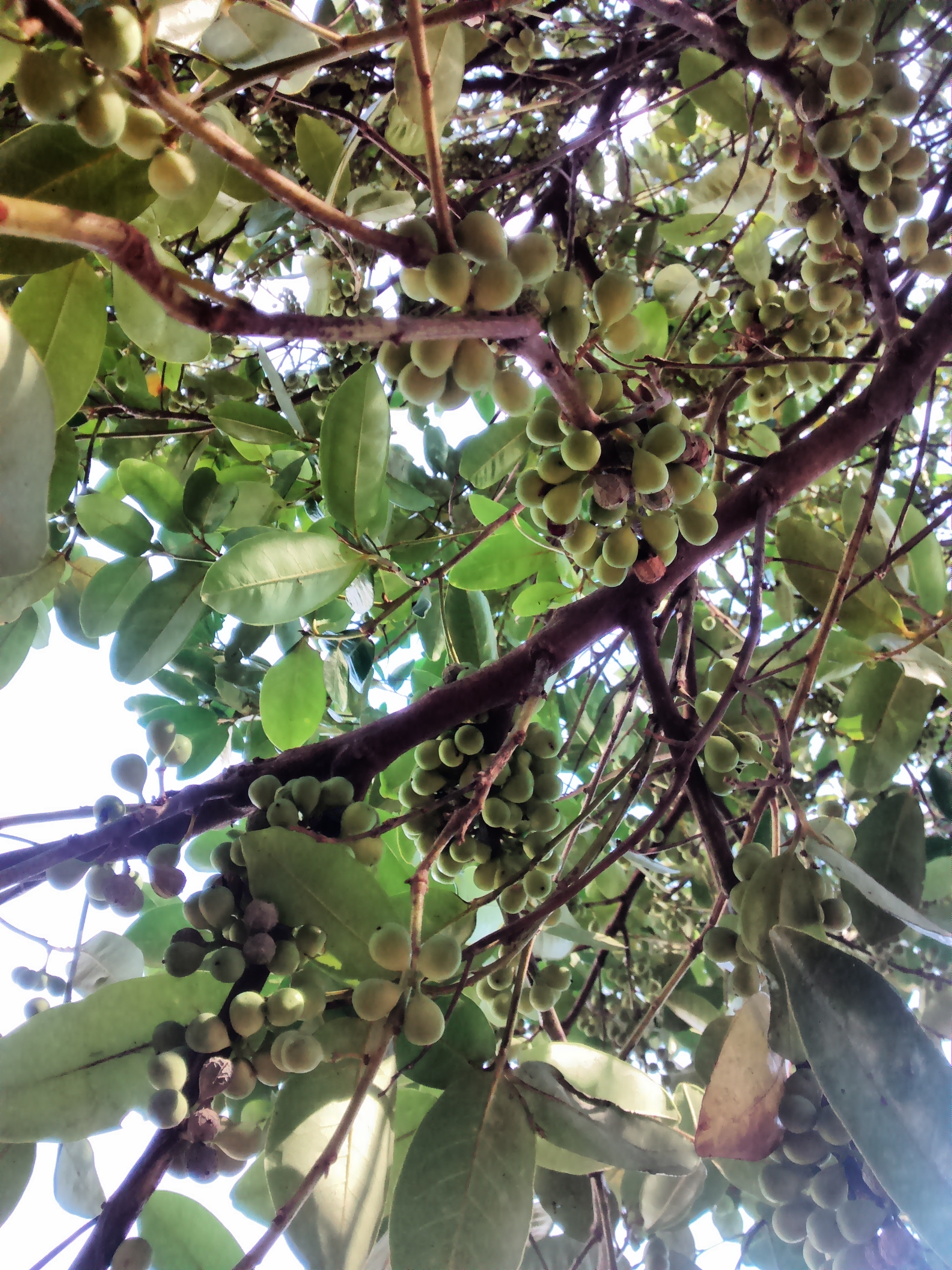
Pera glabrata

## Systematik
Die Peraceae sind nahe mit den Rafflesiaceae und Euphorbiaceae verwandt (gemeinsam ist ihnen z. B. dass Blütenorgane teilweise reduziert sind und ihre Fruchtknoten aus drei Fruchtblättern gebildet werden).
In der Familie der Peraceae gibt es vier oder fünf Gattungen mit etwa 135 Arten:
- Chaetocarpus Thwaites: Mit etwa 16 Arten in den Tropen und Subtropen
- Clutia Boerh. ex L.: Mit etwa 56 Arten in Afrika und Arabien
- Pera Mutis: Mit etwa 37 Arten in Mexiko und dem tropischen Amerika, darunter:
  - Pera bicolor (Klotzsch) Müll. Arg.: Südamerika.[1]
  - Pera bumeliifolia Griseb.: Kuba, Hispaniola, Bahamas, Puerto Rico.[1]
  - Pera ekmanii Urb.: Kuba.[1]
  - Pera glabrata (Schott) Baill. ex Müll. Arg.: Nördliches Südamerika, Bolivien, Brasilien, Trinidad und Tobago.[1]
  - Pera heteranthera (Schrank) I. M. Johnst.: Brasilien.[1]
  - Pera ovalifolia Urb.: Östliches Kuba.[1]
- Pogonophora Miers ex Benth.: Mit zwei Arten im tropischen Afrika und Amerika
- Trigonopleura Hook. f.: Mit drei Arten in Malesien.